# Veslanje na Sveafričkim igrama
Veslačka natjecanja na Sveafričkim igrama prvi su i jedni put održana na 9. izdanju igara 2007. u Alžiru. 
Iako je bilo najavljeno, veslačka natecanja nisu održana na Igrama 2011. i 2015.

## Izdanja
| Igre | Godina | Grad domaćin | Država domaćin  | Broj natjecanja | Država s najviše osvojenih odličja |
| ---- | ------ | ------------ | --------------- | --------------- | ---------------------------------- |
| IX.  | 2007.  | Alžir        | Alžir           | 8               | Alžir                              |
| X.   | 2011.  | Maputo       | Mozambik        | nisu održana    | nisu održana                       |
| XI.  | 2015.  | Brazzaville  | Republika Kongo | nisu održana    | nisu održana                       |

## Poveznice
- Veslanje na Olimpijskim igrama
- Veslanje na Azijskim igrama

## Vanjske poveznice
- (engl.) Svjetski veslački časopis - Veslanje na Sveafričkim igrama